# 13 Pułk Piechoty (II RP)
13 Pułk Piechoty (13 pp) – oddział piechoty Wojska Polskiego II Rzeczypospolitej.
13 pułk piechoty powstał w 1919 z przemianowania stacjonującego w Krakowie 8 pułku piechoty.
Od stycznia 1919 jego II batalion walczył z Ukraińcami, natomiast pozostała część pułku walczyła z Czechami na Śląsku Cieszyńskim. W wojnie z bolszewikami pułk działał w składzie XV Brygady Piechoty. 14 sierpnia 1920 brał udział w walkach pod Ossowem.
W okresie międzywojennym stacjonował w Pułtusku.
W czasie wojny obronnej 1939 wchodził w skład 8 Dywizji Piechoty walczącej ramach Armii „Modlin”. Batalion marszowy pułku bronił Przedmościa „Pułtusk”.

## Formowanie i zmiany organizacyjne
Oddział powstał 7 listopada 1918  w siedmiogrodzkiej wiosce Madefalda poprzez spontaniczne przekształcenie austro-węgierskiego 13 pułku piechoty, którego 80% stanowili Polacy, w 13 pułk Wojska Polskiego. Żołnierze wybrali na dowódcę ppłk. Beckera, przyjęli dystynkcje legionowe i polską komendę. 13 listopada pułk dotarł pociągiem do Krakowa, po drodze ograbiony z broni i żywności przez oddziały węgierskie i czeskie. W Krakowie dowódca pułku zameldował polskim władzom powrót z frontu. Wraz z nim dotarły resztki oddziału, nieliczna kadra i ewidencja pułkowa. W tych dniach stacjonujący w Ołomuńcu batalion zapasowy 13 pp złożył przysięgę na wierność Rzeczypospolitej, po czym przywiózł do Krakowa cały majątek – kasę, broń, amunicję i umundurowanie.
W Krakowie już 31 października 1918 tajna organizacja niepodległościowa, do której należeli przede wszystkim oficerowie austriackiego 13 pułku, rozbroiła wojska austriackie i przejęła kontrolę nad miastem.
8 listopada 1918,  stający na czele Polskiej Komendy Wojskowej w Krakowie generał Bolesław Roja, „w uznaniu zasług organizacyjnych”, powierzył kapitanowi Antoniemu Stawarzowi komendę nad 8 pułkiem piechoty. 12 listopada Bolesław Roja zadanie ukończenia organizacji jednostki powierzył podpułkownikowi Bolesławowi Kraupie, natomiast kapitana Stawarza wyznaczył na dowódcę batalionu w tym pułku. Tego samego generał Roja nakazał wcielić do organizującego się oddziału baon strzelców nr 27 pod komendą kapitana Włodzimierza Krynickiego.
8 pułk piechoty został sformowany z żołnierzy narodowości polskiej pełniących służbę w jednostkach cesarskiej i królewskiej armii: 13, 113, 20 i 57 pułku piechoty oraz batalionie zapasowym 13 pp. Nowo powstały pułk został zakwaterowany w Koszarach Rudolfa (niem. Rudolfskaserne) przy ul. Warszawskiej, które 18 listopada otrzymały nazwę „Koszary Jana Sobieskiego”. W listopadzie 1918 żołnierze pułku złożyli uroczystą przysięgę na dziedzińcu na Wawelu. Jeszcze w trakcie formowania pułku, w styczniu 1919 roku 200–osobowy batalion ruszył na odsiecz Lwowa broniącego się przed Ukraińcami. 8 lutego 1919 pułk wraz z batalionem walczącym o Lwów został przemianowany na 13 pułk piechoty. Pod koniec lutego kolejne dwie kompanie w sile ok. 300 żołnierzy wysłano na front ukraiński.
W grudniu 1919 batalion zapasowy pułku stacjonował w Modlinie.
| Obsada personalna pułku w 1920  | Obsada personalna pułku w 1920           |
| Stanowisko                      | Stopień, imię i nazwisko                 |
| ------------------------------- | ---------------------------------------- |
| Dowódca                         | kpt. szt. gen. Jan Gabryś (do 18 IX)     |
| Dowódca                         | wz kpt. Seweryn Elterlein                |
| Dowódca                         | wz kpt. Jan Rój                          |
| Dowódca                         | płk Czesław Młot-Fijałkowski (od 18 X)   |
| Adiutant                        | kpt. Józef Szewczyk                      |
| Referent oświatowy              | ppor. Jan Rudnicki                       |
| Kapelan                         | ks. Feliks Kłuskiewicz                   |
| Lekarz                          | kpt. lek. Grzegorz Witold Nowakowski     |
| Oficer broni                    | ppor. Jan Krizera                        |
| Oficer prowiantowy              | kpt. Jan Kiwata                          |
| Dowódca taboru                  | ppor. Leonard Danielewicz                |
| Dowódca I batalionu             | kpt. Józef Hanula                        |
| Dowódca I batalionu             | kpt. Zygmunt Józwa (od 12 X)             |
| Dowódca I batalionu             | kpt. Józef Hanula (od 19 X)              |
| Oficer gospodarczy              | ppor. Adolf Hamerschmied (do 4 X)        |
| Lekarz                          | kpt. lek. Ignacy Weiss                   |
| Dowódca 1 kompanii              | ppor. Stanisław Rembalski                |
| Dowódca 2 kompanii              | por. Henryk Sperling Kneller             |
| Dowódca 3 kompanii              | ppor. Antoni Punzel                      |
| Dowódca 4 kompanii              | ppor. Antoni Honera                      |
| Dowódca 1 kompanii km           | N.N.                                     |
| Oficer baonu                    | por. Aleksander Kicia                    |
| Oficer baonu                    | ppor. Adam Pilarski                      |
| Oficer baonu                    | ppor. Stanisław Stankiewicz              |
| Dowódca II batalionu            | por. / kpt. Jan Rój                      |
| Dowódca II batalionu            | kpt. Mikołaj Hercun                      |
| Adiutant                        | ppor. Czesław Pieniążek                  |
| Lekarz                          | por./kpt. san./podlek. Konstanty Łotocki |
| Dowódca 5 kompanii              | N.N.                                     |
| Dowódca 6 kompanii              | por. Antoni Hyży                         |
| Dowódca 7 kompanii              | NN.                                      |
| Dowódca 8 kompanii              | N.N.                                     |
| Dowódca 2 kompanii km           | N.N.                                     |
| Oficer baonu (dowódca kompanii) | kpt. Józef Walczyk                       |
| Oficer baonu (dowódca plutonu)  | ppor. Stanisław Kowalczyk                |
| Oficer baonu (dowódca plutonu)  | ppor. Mieczysław Ledewiński              |
| Oficer baonu (dowódca plutonu)  | ppor. Mikołaj Poszepczyński              |
| Oficer baonu (dowódca plutonu)  | ppor. Abram Rossner                      |
| Oficer baonu (dowódca plutonu)  | ppor. Józef Stamter                      |
| Dowódca III batalionu           | kpt. ad. szt. Seweryn Elterlein          |
| Lekarz                          | ppor. san. Tadeusz Borkiewicz            |
| Lekarz                          | ppor. san. Kazimierz Pawłowski           |
| Dowódca 9 kompanii              | ppor. Leon Jędrzejasz                    |
| Dowódca 10 kompanii             | ppor. Michał Marchewa                    |
| Dowódca 11 kompanii             | ppor. Jakub Fast                         |
| Dowódca 12 kompanii             | N.N.                                     |
| Dowódca 3 kompanii km           | sierż. sztab. Kędzierski                 |
| Oficer baonu (dowódca kompanii) | ppor. Tadeusz Jaworski                   |
| Oficer baonu (dowódca kompanii) | ppor. Karol Magdziarz                    |
| Oficer baonu (dowódca kompanii) | ppor. Jan Rudnicki                       |
| Oficer baonu (dowódca plutonu)  | ppor. Jan Szaposznikow                   |
| Oficer baonu (dowódca plutonu)  | ppor. Wilhelm Wassenberg                 |
| Oficer baonu                    | por. Wilhelm Remer (ranny, szpital)      |
| Dowódca kompanii technicznej    | chor. Wincenty Martyna                   |
| Dowódca kompanii technicznej    | kpt. Stefan Hojarski                     |
| Dowódca 4 kompanii km           | por. Bronisław Rudziński                 |
| Oficer pułku                    | ppor. Józef Jastrzębski                  |
| Oficer pułku                    | ppor. Jan Truskowski                     |
| Oficer pułku                    | chor. Jan Kostka                         |
| Oficer pułku                    | pchor. Tadeusz Stefański († 16 IX)       |

## Działania pułku na froncie ukraińskim
Nocą 1 listopada 1918 roku Ukraińcy opanowali Lwów. Ludność polska, nie godząc się z takim stanem rzeczy, rozpoczęła kontrakcję. Na początku stycznia 1919 dowódca krakowskiego 8 pułku piechoty otrzymał rozkaz wysłania do Lwowa ekwiwalentnego batalionu piechoty. Z pułku wydzielono najlepiej wyszkolonych żołnierzy i sformowano z nich dwie kompanie marszowe po 200 osób. Trzecią kompanię batalionu stanowiła kompania z 4 pułku piechoty. Na czele tak sformowanego batalionu stanął mjr Aleksander Powroźnicki. 9 stycznia batalion wyruszył transportem kolejowym w kierunku Lwowa. Następnego dnia przybył do Gródka Jagiellońskiego i tu, bezpośrednio po wyładowaniu, przeszedł swój chrzest bojowy.
12 stycznia, w składzie grupy płk. Serdy–Teodorskiego uderzył na Kiernicę i wspólnie z batalionami wadowickim i cieszyńskim odrzucił przeciwnika aż po Lubień Wielki. Tu pozostał do 25 stycznia, kiedy to przeszedł do odwodu w okolicach Kiernicy. Do obrony pod Lubieniem Wielkim powrócił 31 stycznia. Od 15 do 17 lutego toczył z powodzeniem ciężkie boje o utrzymanie pozycji obronnych.
W czasie, kiedy oddziały polskie zaangażowane były w Galicji Wschodniej, Czesi łamiąc porozumienie z 5 listopada 1918 o podziale Śląska Cieszyńskiego, uderzyli 23 stycznia 1919 na Bogumin i w kierunku górnej Wisły, zajmując cały niemal Śląsk Cieszyński. Pułkownik Roja otrzymał zadanie przerwania działań na Spiszu i wsparcia wojsk płk. Latnika operującego na Śląsku. W składzie wojsk płk. Roi walczyły między innymi pod Skoczowem pododdziały 8 pułku piechoty. Oddziałom czeskim nie udało się sforsować Wisły. 30 stycznia 1919 zawarto rozejm, a 26 lutego oddziały polskie powróciły do Cieszyna.
W lutym batalion walczący z Ukraińcami otrzymał z Krakowa wsparcie dwóch kompanii w łącznej sile 431 ludzi. Jednak, wobec dynamicznie rozwijającej się sytuacji na froncie, kompanie rozpoczęły walkę o Lwów w składzie grupy mjr. Borkowskiego, a do macierzystego batalionu dotarły dopiero w pierwszych dniach kwietnia w Lubieniu Wielkim.
17 maja rozpoczęła ofensywa wojsk polskich. II/13 pp w składzie grupy mjr. Jeklicza rozpoczął pościg za cofającym się nieprzyjacielem. Walczył pod Hurbaczami, Stulskiem i Horodyszczami i 26 maja dotarł do Rohatyna. Tu, po zwycięskiej walce, przeszedł do odwodu grupy. 2 czerwca stacjonujący w Brzeżanach batalion oddał swoje dwie kompanie do grupy płk. Mischke. Grupa odeszła do Tarnopola i stanowiła odwód kombinowanej dywizji płk. Sikorskiego. W tym czasie grupa Jeklicza atakowała przeciwnika w widłach Seretu i Dniestru. Po zaciętych walkach zdobyła Czortków. W walkach wyróżniła się 5 kompania II/13 pp. Wobec kontrofensywy ukraińskiej, już 8 czerwca, rozpoczęto odwrót na Buczacz, Podhajce i Tarnopol, gdzie koncentrowała się dywizja Sikorskiego. Rozdzielony wcześniej II/13 pp połączył się w Ostrowiu i Berezowicy pod Tarnopolem. W miejsce rannego pod Darachowem por. Franciszka Patkowskiego dowództwo batalionu objął por. Zygmunt Bierowski.
Będący w odwodzie dywizji batalion dwukrotnie kontratakował pod Tarnopolem. Ukraińców zepchnięto poza wieś Seredynki i tym samym zapewniono bezkolizyjną ewakuację Tarnopola. Cofający się batalion przeszedł do Płahowa i dalej przez Złoczów do Gołogór i Łoni. Tam, w nocy 23 czerwca otrzymał rozkaz obsadzenia wschodniego brzegu rzeki Złota Lipa. Nie zdołał jednak tego uczynić i zajął pozycję obronną pod miejscowością Łonie. Stanowiska utrzymał aż do nadejścia grupy legionowej, która wraz z 20 pułkiem piechoty wyparła Ukraińców.
O walkach tych tak napisano w rozkazie pochwalnym dowódcy grupy:

„Trwałą zasługą dzielnego batalionu pozostanie zachowanie się jego w bitwie pod Gołogórami. Gdy rozpaczliwy atak nieprzyjaciela wstrząsnął naszą linią obronną, ostatnią już niemal pod Lwowem, drugi batalion 13-go pułku piechoty, rusza na Łonie, zajmuje tą miejscowość i utrzymuje ją. Przez to umożliwia uwieńczony powodzeniem atak grupy legionowej i 20 pułku piechoty i zapełnienie powstałej po naszej stronie groźnej luki. Zajętą pozycję pod Łomem broni zaciekle aż do chwili rozpoczęcia drugiej naszej ofensywy.”

Po walce batalion skierowano do odwodu. Już 26 czerwca do kontrataku wyszła z powodzeniem 5 i 6 kompania. Zdobyte pozycje kompanie utrzymały do 29 czerwca. Wtedy to zluzowane zostały przez pododdziały 24 pułku piechoty.
W lipcu 1919 roku ruszyła ofensywa wojsk polskich pod dowództwem Józefa Piłsudskiego. W połowie miesiąca, bez większych trudności, wyszła na Zbrucz na południu i Styr na Wołyniu. Wojska ukraińskie zostały ostatecznie wyparte z Galicji. W czasie lipcowej ofensywy II/13 pp pozostawał w odwodzie dywizji płk. Sikorskiego. Gdy wojska zajęły Zbaraż, grupa majora Jaklicza została rozwiązana, a 28 lipca batalion powrócił do Krakowa.

## Walki pułku w wojnie polsko-bolszewickiej
Na froncie litewsko-białoruskim
29 maja 1919 13 pułk piechoty w składzie: sztab pułku, I batalion, kompania karabinów maszynowych i kompania techniczna i pluton łączności przegrupowany został z Krakowa do Osowca. 16 sierpnia koleją przewieziony został do Lidy. Na początku września przegrupował się w strefę frontową. Wszedł w skład XV Brygady Piechoty i bronić miał przepraw na Berezynie.
14 października przybył na front z Modlina II batalion 13 pp, a jego miejsce zajął przeniesiony z Krakowa batalion zapasowy pułku. 16 października nieprzyjaciel zajął Pyszno odcinając pułkowi drogi odwrotu na zachód. Dowódca postanowił walką otworzyć sobie drogę do Berezyny przez zajęte przez nieprzyjaciela Pyszno. Po krótkiej walce zdobyto Antonówkę, a następnie po dwugodzinnej walce zajęto Pyszno. Marszem nocnym ruszono w kierunku rzeczki Moskowica. O opanowanie jej brzegów batalion musiał walczyć. Ostatnim wysiłkiem osiągnął most na Berezynie, przeszedł na jej zachodni brzeg i obsadził przyczółek mostowy.
23 października pułk przeprowadził wypad w celu odzyskania Pyszna. Początkowo odnosił sukcesy, a nieprzyjaciel cofał się aż do Osietyszcz. Wkrótce jednak Rosjanie zmusili pułk do powrotu na dawne pozycje. Jednostkom polskim w Berezynie groziło okrążenie. W krytycznym momencie przybyły im z pomocą oddziały 1 Dywizji Litewsko–Białoruskiej.
1 listopada odrzucono nieprzyjaciela poza Berezynę i ruszyła ofensywa w kierunku traktu Berezyna Pyszno i dalej na Osiatyszcze. W dwa dni później do pułku dołączył III batalion. 5 listopada pułk zajął Kamień – najbardziej wysuniętą na wschód miejscowość na swym szlaku bojowym. W kilka dni później, na rozkaz dowódcy 8 Dywizji Piechoty, pułk przeszedł w okolice Usacza i zajął odcinek obrony od jeziora Dzwony, Wieczelje, Lutowo do jeziora Homel. W tym czasie w swoim składzie posiadał 44 oficerów i około 2300 szeregowców.
W połowie stycznia 1920 roku pułk przeszedł do odwodu grupy gen. Lasockiego, a z dniem 18 lutego obsadził Woroniecz, Lutowo, Dzwony, Homel. 14 maja rozpoczęła się ofensywa sowiecka. Prowadząc działania opóźniające, 13 pułk piechoty przeszedł na przyczółek mostowy Usacz, a stamtąd dalej na zachód. Toczył krwawe walki pod Woroniem, Horodkiem, Daniłowiczami i w okolicy Piotrowicz. Wycofano się dawne stanowiska niemieckie z okresu I wojny światowej w pobliże jeziora Midzioł.
Stąd 2 czerwca wyszło uderzenie polskiej Armii Rezerwowej. Nacierał także i z powodzeniem 13 pułk piechoty. Pod Kubarkami pułk wziął do niewoli dowódcę i sztab rosyjskiego pułku. Atakując dalej, sforsował rzekę Mniutę i osiągnął linię rzeki Anty. Tu przeszedł do odwodu i ześrodkował się w okolicach Szkutnik. 8 czerwca 1920 front ustabilizował się na linii rzek Anta –Berezyna.
Odwrót
Na przełomie czerwca i lipca 1920 13 pułk piechoty walczył wespół z innymi oddziałami 8 DP w składzie grupy gen. Żeligowskiego na odcinku Konachy–Gorany. 4 lipca, po silnym przygotowaniu artyleryjskim, bolszewicka 4 Armia uderzyła na grupę Żeligowskiego w rejonie Pohostu na zachód od Dzisny. W ciężkich bojach pułk cofał się batalionami na Pohost – Szarkowsz – Koziany – Postawy. Łączność taktyczna w ramach pułku i z sąsiadami została zerwana. W okolicy Starej Wsi i Komorowszczyzny III batalion walczył z nieprzyjacielską kawalerią, a kompania karabinów maszynowych zniszczyła rosyjską baterię. Dalszy odwrót, aż do Wilii, przebiegał spokojnie i sprawnie.
Aby uporządkować i przegrupować cofające się wojska, Piłsudski wydał rozkaz dalszego odejścia na zachód i zatrzymania się na linii dawnych okopów niemieckich wzdłuż Wilii. 11 lipca pułk osiągnął nakazany odcinek nad Wilią od Michaliszek do Świronki. Już następnego dnia otrzymał rozkaz dalszego odwrotu w kierunku na Wilno. By uniknąć oskrzydlenia i w celu nawiązania łączności z sąsiadami, rozpoczęto odwrót w kierunku południowym. Tu już oddziałów polskich nie było. Zawrócono zatem na południowy zachód przez Worniany do rzeki Łoszy. Tu wreszcie nawiązano kontakt z pozostałymi oddziałami 8 DP.
Pułk cofał się dalej. Osłaniał odwrót 10 DP i walczył o most w Mycie. 22 lipca wycofał się nad Niemen i zajął odcinek od rzeki Świsłoczy po Doroszewicze. następnego dnia cofał się dalej. Potem walczył pod Indurą z zadaniem osłony ewakuacji wojsk i magazynów z miasta. O zmroku pułk cofnął się przez Sokółkę pod Supraśl, gdzie stoczył swą kolejną walkę. Tam też został wzmocniony dwoma kompaniami maszynowymi przybyłymi z batalionu zapasowego. 27 lipca pułk osiągnął miejscowość Ciasne, a następnie przez Białystok przybył w końcu lipca nad Narew. Podczas dalszego odwrotu, toczył ciężkie walki na linii Bugu pod Nurem, ułatwiając innym oddziałom odwrót i przeprawę.
Po otrzymaniu rozkazu odwrotu, pułk zdobył przeprawę szturmem o zmroku 4 sierpnia. Od sił głównych pułku został odcięty II batalion, który walcząc w okrążeniu, rozpoczął samodzielny odwrót. Po przejściu Bugu cały pułk zebrał się w Małkini, a potem przeszedł w okolice Kossowa i Starej Wsi. Ostatnie walki odwrotowe toczył 13 pp jako straż tylna dywizji, by stanąć 13 sierpnia w obszarze Okuniewa i Rembertowa jako odwód.
Bitwa warszawska
14 sierpnia III batalion walczył pod Ossowem, gdzie spełnił rolę „klina” rozłupującego ugrupowanie obronne dwóch pułków sowieckiej 79 Brygady Strzelców. Wieczorem 14 sierpnia batalion został zluzowany przez 36 pułk piechoty. Następnego dnia odszedł do odwodu, ale już w nocy powrócił do okopów i odpierał ataki przez cały dzień 16 sierpnia.
17 sierpnia pułk, wzmocniony batalionem 33 pp przeprowadził wypad nad Majdan. Następnego dnia rozpoczął się pościg za uchodzącym spod Warszawy nieprzyjacielem. Pułk ścigał bolszewików przez Tłuszcz w stronę Wyszkowa. 20 sierpnia stoczył zwycięską potyczkę pod Komisarówką. Kontynuując akcję w kierunku granicy pruskiej, 25 sierpnia pułk osiągnął Łączki pod Kolnem, przyczyniając się do zamknięcia drogi odwrotu Korpusu Konnego Gay-chana. Po krótkim odpoczynku w Łączkach 13 pułk piechoty skierowano w okolice Ostrołęki. Po reorganizacji, marszem podróżnym przez Pułtusk przybył do Jabłonny i stąd koleją odjechał na front południowo-wschodni.
Na froncie południowo-wschodnim
16 września 1920 13 pp dowodzony przez kpt. Jana Gabrysia po raz kolejny przeszedł do historii i legendy staczając nierówną walkę w bitwie pod Dytiatynem – nazywanej Polskimi Termopilami. Wzgórza 385 broniło zaledwie 200 żołnierzy. 97 poległo, 86 odniosło rany. Na mogile poległych żołnierzy 13 pp zbudowano w 1930 kościół – pomnik (barbarzyńsko zniszczony po II wojnie), a Jerzy Kossak przeniósł na płótno cztery epizody tej bitwy. Nazwę miejscowości umieszczono na ścianie grobu Nieznanego Żołnierza w stolicy.
10 września 1920 roku 13 pułk piechoty przybył do Stanisławowa i zluzował oddziały Petlury na przyczółku mostowym. Uderzył na przeciwnika w okolicy Jazopola, a następnie kontynuował natarcie na południe w kierunku Halicza, potem zaś w kierunku południowo-wschodnim.
Dowódca 8 DP nakazał by 13 pp najpóźniej do południa 16 września zajął Rudniki. Pułk związany był wówczas nocną walką w rejonie Kunaszewo—Herbutów. Na dodatek pozostawił swój II batalion na ubezpieczeniu mostu w Jazopolu. Od nieprzyjaciela zdołał oderwać się dopiero po północy i dopiero około 6:00 16 września częścią sił rozpoczął forsowny marsz z Zagórza przez Dytiatyn na Rudniki. Jego I batalion nadal był związany walką, więc praktycznie maszerował tylko III batalion (bez 10 kompanii ubezpieczającej marsz od tyłu) w składzie 9 i 11 kompania, konny oddział zwiadowców kpt. Jana Szewczyka, kompania techniczna, 7 pluton 8 pułku artylerii polowej i 4 bateria 1 pułku artylerii górskiej.
Rankiem zwiadowcy rozbili oddział kawalerii nieprzyjacielskiej w lesie chochoniowskim. Krótko potem 9 kompania ppor. Leona Jędrzejasza, maszerująca jako szpica, zajęła Dytiatyn i atakiem na bagnety zdobyła wzgórze 385. Tam przeszła do obrony. Około 9:00 w okolice miasta od zachodu podeszły oddziały konne sowieckiej 8 Dywizji Jazdy, 41 pułk strzelców, cztery baterie artylerii i tabory.
Walkę przyjęły dwie kompanie strzeleckie w sile 180 bagnetów i 6 ckm wsparte przez oddział zwiadowców. Pomimo falowych ataków sowietów, do 16:00 utrzymano stanowiska obronne. Gdy nadszedł rozkaz o odwrocie, tylko część III batalionu zdołała wycofać się do Podhajec. Obsługa baterii artylerii górskiej poległa w całości. Los „baterii śmierci” podzielił II pluton 9 kompanii osłaniający artylerzystów. Straty wyniosły 97 zabitych i 86 rannych, w tym także zamordowanych w niewoli.
W kolejnych dniach pułk ścigał nieprzyjaciela przez Zbaraż, Łanowce, Szepetówkę, Ostropol i dalej za rzekę Słucz, a następnie z południa do Lubara. Po zawarciu rozejmu oddział stacjonował w Lubarze, a 2 grudnia 1920 przeniesiony został do Krzemieńca.
W czasie walk z Ukraińcami i bolszewikami straty 13 pułku piechoty wyniosły: 13 oficerów i 437 szeregowców, w wyniku chorób zmarło 266 szeregowych, rannych było 1460 żołnierzy.
Odznaczono za męstwo 10 oficerów, 8 podoficerów i 2 strzelców Srebrnymi Krzyżami Orderu Wojskowego Virtuti Militari V klasy, 77 oficerów, 11 chorążych, 83 podoficerów i 78 strzelców Krzyżem Walecznych.
Pułk do niewoli wziął 2000 jeńców, w tym kilkunastu oficerów sztabowych. Zdobył kilka dział, 100 karabinów maszynowych, 150 wozów, 200 koni, kilka kuchni polowych, materiał techniczny i telefoniczny.

## Kawalerowie Virtuti Militari
| Żołnierze pułku odznaczeni Krzyżem Srebrnym Orderu Virtuti Militari za wojnę 1918–1920 | Żołnierze pułku odznaczeni Krzyżem Srebrnym Orderu Virtuti Militari za wojnę 1918–1920 | Żołnierze pułku odznaczeni Krzyżem Srebrnym Orderu Virtuti Militari za wojnę 1918–1920 |
| -------------------------------------------------------------------------------------- | -------------------------------------------------------------------------------------- | -------------------------------------------------------------------------------------- |
| kpt. Seweryn Elterlein                                                                 | szer. Albin Grzegorczyk                                                                | por. Antoni Hyży                                                                       |
| kpr. Paweł Kapusta                                                                     | chor. Jan Kostka                                                                       | płk Bolesław Kraupa                                                                    |
| płk Karol Krauss                                                                       | chor. Wincenty Martyna                                                                 | por. Roman Matus                                                                       |
| płk Emil Prochaska                                                                     | kpt. Jan Rój                                                                           | ppor. Bronisław Rudziński                                                              |
| sierż. Antoni Seweryn                                                                  | sierż. Michał Solarczyk                                                                | kpr. Adam Sowiak                                                                       |
| plut. Jan Synowiec                                                                     | kpt. Jan Szewczyk                                                                      | st. sierż. Franciszek Szwedo                                                           |
| szer. Władysław Tradowski                                                              | por. Jan Wyczesany                                                                     |                                                                                        |

## Pułk w okresie pokoju
W okresie międzywojennym 13 pułk piechoty stacjonował na terenie Okręgu Korpusu Nr I w garnizonie Pułtusk. Wchodził w skład 8 Dywizji Piechoty.
Do Pułtuska 13 pułk piechoty przybył po demobilizacji, w marcu 1921. W mieście stacjonował już jego batalion zapasowy, nieco wcześniej przeniesiony z Modlina. Żołnierzy zakwaterowano w zniszczonych starych koszary carskich 7 Rewelskiego pułk piechoty . W pierwszej więc kolejności przystąpiono do prac remontowych. Brak linii kolejowej w Pułtusku zmuszał do uciążliwych przewozów materiałów budowlanych końmi. Dopiero w 1930 roku zakupiono półciężarówkę „Ursus”, która odciążyła w dużej mierze pracę taboru pułkowego. Już miesiąc po przybyciu do Pułtuska powstał wojskowy klub sportowy z sekcją piłki nożnej i lekkoatletyczną. W 1921 wybudowano boisko i zakupiono sprzęt. Pułk patronował też rozwojowi sportu w mieście. W 1923 roku, nad Narwią otwarto „Przystań KS 13 pp”. W 1924 pułk uzyskał I miejsce w pięcioboju lekkoatletycznym o mistrzostwo 8 DP, oraz II miejsce w zawodach wojskowo – sportowych i marszu, a drużyna piłkarska zwyciężając trzeci raz w mistrzostwach DOK I, zdobyła nagrodę dowódcy OK na własność. W tym samym roku mjr Franciszek Brożek reprezentował Polskę w strzelaniu podczas Igrzysk Olimpijskich w Paryżu. Rok później drużyna strzelecka pułku zdobyła mistrzostwo 8 DP, a następnie mistrzostwo OK I.
W 1923 na terenie koszar stanął pomnik poświęcony poległym żołnierzom 13 pułku piechoty .
Podczas przewrotu majowego pułk poparł marszałka Piłsudskiego.
W kronice pułku zapisano: „W maju 1926 r. 13 pp staje do czynu, oddając się pod rozkazy Marszałka Piłsudskiego”. Nocą z 12 na 13 maja pułk marszem pieszym przybył do Warszawy i zatrzymał się na Pradze. W walkach brało udział 32 oficerów i 700 szeregowców. Zabity został 1 oficer i 3 żołnierzy, a ranni zostali 2 oficerowie i 16 szeregowców. 22 maja pułk wrócił do Pułtuska.
W 1929 cały teren jednostki zdrenowano, pobudowano brukowane ulice ze ściekami i obsadzono drzewami dekoracyjnymi. Wykonano też ogrodzenie z imponującą bramą wjazdową. Pobudowano studnię z hydrofornią i wieżą ciśnień. Powstał klub oficerski i podoficerski. Otwarto przedszkole z ogródkiem jordanowskim dla dzieci kadry pułkowej.
W zakresie przysposobienia wojskowego teren oddziaływania 13 pp obejmował powiaty pułtuski, makowski, przasnyski i ciechanowski. Działały powiatowe komitety WF i PW. Dowódca pułku wyznaczył na każdy powiat jednego oficera zawodowego, oraz 1–2 podoficerów zawodowych jako instruktorów. Zorganizowano w sumie około 140 jednostek. W terenie budowano boiska, strzelnice, świetlice, sale gimnastyczne. Do 1933 roku zdobyto w obwodzie ponad 4000 odznak POS.
W pułku organizowano kursy dla analfabetów i półanalfabetów zakończone egzaminem kuratoryjnym. Uczęszczało na nie ponad 30% żołnierzy pułku. Prowadzono też kursy rolnicze, ogrodnicze, spółdzielcze i handlowe.
Podstawową czynnością żołnierza było jednak szkolenie. W 1926 pułk pozyskał tereny ćwiczebne na Popławach. Każda kompania budowała 1–2 baraki nie przerywając szkolenia. Obóz powstał w ciągu miesiąca.
Roczny cykl szkolenia kończyły ćwiczenia letnie. Po ćwiczeniach strzeleckich, na początku sierpnia pułk udawał się na koncentrację I DOK. Koncentracja kończyła się zwykle dwustronnymi manewrami wszystkich rodzajów wojsk. Na ćwiczenia i manewry powoływano też oficerów i podoficerów rezerwy. W 1932 zajęcia takie prowadzono na terenach przygranicznych Prus Wschodnich.
Na podstawie rozkazu wykonawczego Ministerstwa Spraw Wojskowych do Departamentu Piechoty o wprowadzeniu organizacji piechoty na stopie pokojowej PS 10-50 z 1930 roku, w Wojsku Polskim wprowadzono trzy typy pułków piechoty. 13 pułk piechoty zaliczony został do typu I pułków piechoty (tzw. „normalnych”). W każdym roku otrzymywał około 610 rekrutów. Stan osobowy pułku wynosił 56 oficerów oraz 1500 podoficerów i szeregowców. W okresie zimowym posiadał batalion starszego rocznika, batalion szkolny i skadrowany, w okresie letnim zaś batalion starszego rocznika i dwa bataliony poborowych. W tym czasie wprowadzono też dodatkowo kompanię karabinów maszynowych. Stan pułku powiększył się o 4 oficerów, 13 podoficerów, 1200 szeregowców i 12 karabinów maszynowych.
Od marca 1939 roku zaczęły się ujawniać coraz wyraźniejsze symptomy zbliżającej się wojny. Mieszkańcy Pułtuska ufundowali „swemu” pułkowi 4 ciężkie karabiny maszynowe. W uroczystości przekazania uzbrojenia udział wzięły miejscowe władze, szkoły i organizacje społeczne. Miało to miejsce na rynku pułtuskim w czerwcu 1939. W garnizonie zarządzono pogotowie przeciwlotnicze i przeciwgazowe. Szyby w oknach zaklejono papierowymi paskami, a żarówki wymieniono na niebieskie. W całym mieście obowiązywało zaciemnienie. W Kleszewie przygotowano na rżysku prowizoryczne lotnisko.
| Obsada personalna i struktura organizacyjna w marcu 1939 | Obsada personalna i struktura organizacyjna w marcu 1939 |
| -------------------------------------------------------- | -------------------------------------------------------- |
| Stanowisko                                               | Stopień, imię i nazwisko                                 |
| Dowództwo, kwatermistrzostwo i pododdziały specjalne     |                                                          |
| dowódca pułku                                            | ppłk Alojzy I Nowak                                      |
| I zastępca dowódcy                                       | ppłk Artur Pollak                                        |
| adiutant                                                 | kpt. Antoni Sochaczewski                                 |
| starszy lekarz                                           | kpt. dr Tadeusz Mrozek                                   |
| młodszy lekarz                                           | vacat                                                    |
| w dyspozycji dowódcy pułku                               | mjr dypl. kontr. Piotr Samutin                           |
| II zastępca dowódcy (kwatermistrz)                       | mjr Władysław Klucz                                      |
| oficer mobilizacyjny                                     | kpt. adm. (piech.) Aleksander Dellman                    |
| zastępca oficera mobilizacyjnego                         | kpt. Aleksander Rytelewskl                               |
| oficer administracyjno-materiałowy                       | por. Klemens Uzdowski                                    |
| oficer gospodarczy                                       | kpt. int. Aleksander Pawłowski                           |
| oficer żywnościowy                                       | chor. Antoni Blatoń                                      |
| oficer taborowy                                          | por. Tadeusz Misiak                                      |
| kapelmistrz                                              | ppor. adm. (kapelm.) Jan Ryżoń                           |
| dowódca plutonu łączności                                | kpt. Józef Ślusarczyk                                    |
| dowódca plutonu pionierów                                | por. Czesław Ignacy Benicki                              |
| dowódca plutonu artylerii piechoty                       | por. art. Roman Heinsch                                  |
| dowódca plutonu ppanc.                                   | por. Piotr Borkowski                                     |
| dowódca oddziału zwiadu                                  | ppor. Konopka Zygmunt                                    |
| I batalion                                               |                                                          |
| dowódca batalionu                                        | mjr Wiktoryn Józef Gieruszczak                           |
| dowódca 1 kompanii                                       | kpt. Józef Dominik Żbikowski                             |
| dowódca plutonu                                          | por. Jan Denikiewicz                                     |
| dowódca plutonu                                          | por. Wiesław Studziński                                  |
| dowódca 2 kompanii                                       | kpt. Antoni Falba                                        |
| dowódca plutonu                                          | ppor. Marian Jan Stępień                                 |
| dowódca 3 kompanii                                       | kpt. Adam Gdulewicz                                      |
| dowódca plutonu                                          | ppor. Stanisław Cubała                                   |
| dowódca plutonu                                          | ppor. Wacław Piewcewicz                                  |
| dowódca 1 kompanii km                                    | kpt. Józef Foremski                                      |
| II batalion                                              |                                                          |
| dowódca batalionu                                        | mjr Stefan III Górski                                    |
| dowódca 4 kompanii                                       | por. Józef RyteL                                         |
| dowódca plutonu                                          | Michał Wojciechowski                                     |
| dowódca 5 kompanii                                       | kpt. Stanisław Michał Stankiewicz                        |
| dowódca plutonu                                          | por. Paweł Julian Łazarewicz                             |
| dowódca 6 kompanii                                       | kpt. Tadeusz Dymitr Stawicki                             |
| dowódca 2 kompanii km                                    | por. Ludwik Almert                                       |
| III batalion                                             |                                                          |
| dowódca batalionu                                        | ppłk Wacław II Iwaszkiewicz                              |
| dowódca 7 kompanii                                       | kpt. kontr. piech. Wachtang Abaszydze                    |
| dowódca plutonu                                          | por. Czesław Milewski                                    |
| dowódca plutonu                                          | ppor. Seweryn Antoni Sławiński                           |
| dowódca plutonu                                          | chor. Franciszek Ratajczak                               |
| dowódca 8 kompanii                                       | kpt. Jerzy Lüdtke                                        |
| dowódca plutonu                                          | ppor. Tomasz Krzykalski                                  |
| dowódca plutonu                                          | chor Stanisław Skawiniak                                 |
| dowódca 9 kompanii                                       | kpt. Edward Cicharski                                    |
| dowódca plutonu                                          | ppor. Wincenty Wasilewski                                |
| dowódca 3 kompanii km                                    | kpt. Wacław Kwiatkowski                                  |
| dowódca plutonu                                          | ppor. Kazimierz Bróździński                              |
| dowódca plutonu                                          | ppor. Marian Marcin Wiktorek                             |
| na kursie                                                | kpt. Franciszek Kuszel                                   |
| na kursie                                                | ppor. Walerian Wojciech Sojka                            |
| w szpitalu                                               | ppor. Mirosław Rudnicki                                  |
| Dywizyjny Kurs Podchorążych Rezerwy 8 DP                 |                                                          |
| dowódca                                                  | mjr Jan Kazimierz Mazur                                  |
| dowódca plutonu strzeleckiego                            | por. Józef Kolankiewicz                                  |
| dowódca plutonu strzeleckiego                            | por. Bronisław Petrych                                   |
| dowódca plutonu strzeleckiego                            | ppor. Władysław Brodzki                                  |
| dowódca plutonu km                                       | por Mieczysław Caban                                     |

## Przygotowanie do wojny i mobilizacja pułku
Od 23 marca 1939 roku w pułku utrzymywano stan wzmożonej czujności. Powołano rezerwistów na ćwiczenia, uzupełniano i kompletowano sprzęt, umacniano przedmościa na Narwi poprzez budowę schronów betonowych, stanowisk ogniowych, rowów strzeleckich, przeszkód z drutu kolczastego itp.
Przygotowania do obrony Pułtuska i przeprawy na Narwi zapoczątkowała kompania saperów KOP „Wilejka”. Wytyczyła ona linię okopów, lokalizację bunkrów i schronów obserwacyjnych dla artylerii oraz stanowisk ckm. Do prac z całym rozmachem przystąpiono w początkach lipca. Pododdziały pułku, nadzorowane przez przyszłego dowódcę obrony Pułtuska mjr. Jana Kazimierza Mazura, pracowały w systemie trzyzmianowym. Do 1 września wykonano około 7 kilometrów rowów strzeleckich i pięć schronów betonowych. Miasta miały bronić trzy bataliony piechoty i służby wspierające, razem ok. 3000 ludzi.
Północny odcinek okopów do szosy na Ciechanów obsadził III/115 pułku piechoty. Odcinek południowy przydzielono batalionowi marszowemu ON „Warszawa III”, a batalion marszowy 13 pp kpt. Wachtanga Abaszydze objął pozycje w pobliżu mostu na wysokiej skarpie.
23 sierpnia 1939 w DOK I zarządzono mobilizację. Pułk mobilizację alarmową rozpoczął o 6:00. Rezerwiści pochodzili z powiatów północnego Mazowsza. Drugi rzut mobilizował się w koszarach, a pierwszy rzut w okolicznych wsiach. W tym czasie, przebywający na obozie letnim w Winnicy, pułk rozpoczął marsz do garnizonu. Po wcieleniu rezerwistów I/13 pp kończył mobilizację w Winnicy, II/13 we wsi Gromin, a III/13 pp w Lipnikach Starych. W czasie mobilizacji alarmowej 1939 jednostka sformowała dla macierzystej dywizji Samodzielną Kompanię Karabinów Maszynowych i Broni Towarzyszącej Nr 11 oraz Kolumny Taborowe Parokonne Nr 101 i 102, a także Kompanię Karabinów Maszynowych Przeciwlotniczych Typu A Nr 1 przeznaczoną dla obrony przeciwlotniczej Armii „Modlin”. Ponadto, w I rzucie mobilizacji powszechnej, oddział sformował własny batalion marszowy (IV/13 pp) i III batalion 115 pułku piechoty.
Zgodnie z rozkazem Sztabu Głównego z 25 sierpnia o koncentracji, 13 pp miał pozostać w rejonie Pułtuska, a następnie maszerować samodzielnie w kierunku granicy i tam by połączyć się z macierzystą dywizją.
28 sierpnia pułk rozpoczął marsz w kierunku Ciechanowa. Przesunięcie oddziałów spowodowało wielkie zmęczenie żołnierzy. Rezerwiści nie byli przyzwyczajeni do długich marszów z 15 kg obciążeniem. Po marszu 13 pułk piechoty rozlokował się w rejonie Sułkowa Borowego.

## Pułk w kampanii wrześniowej
Walki na granicy
13 pułk piechoty wsparty 3 dywizjonem 8 pułku artylerii lekkiej wyruszył z rejonu Budy Sułkowskie—Sułkowo Borowe w kierunku Krośnice, Jarluty, Zeńbok, Leśniewo Górne i o świcie 3 września rozpoczął organizację obrony na lewym skrzydle dywizji, po lewej stronie szosy Ciechanów–Grudusk, na rubieży: kol. Humięcino–Andrychy, wzg. 164,6 – Nikły. Na prawo rozwinął się 21 pułk piechoty.
Już o 7:00 dowódca armii rozkazał wykonanie uderzenia pułkami 8 DP w kierunku wschodnim, w ogólnym kierunku na Przasnysz. Kilka godzin później oficer ze sztabu Armii przywiózł nowy rozkaz. Zgodnie z nim 13 pp (bez batalionu) wsparty 3 dywizjonem 8 pal, organizował obronę na rubieży Przywilcz– Humięcino Koski– Klary–Andrychy–wzg. 164,6. Około 14:30 dowódca dywizji otrzymał nowy rozkaz. 13 i 32 pp miały uderzyć w bok niemieckiej 1 Dywizji Piechoty. Natarcie wyszło około 18:00. Kierować walką dwóch pułków miał dowódca piechoty dywizyjnej płk Ludwik de Laveaux. Nie zdołał on jednak nawiązać łączności i po kilkugodzinnym błądzeniu, dotarł do dowódcy 8 DP w Regiminie. Natarcie rozwijało się więc przy braku jednolitego dowodzenia, uzgodnień i łączności. Osią główną, wzdłuż której operowano była szosa z Ciechanowa do Gruduska. Po jej lewej stronie nacierał III/13 pp, po prawej I batalion. W odwodzie, w rejonie Stryjewa Wielkiego rozwinął się II batalion. Stanowisko dowódcy pułku rozmieszczono się w Leśniewie Dolnym. Artylerię bezpośredniego wsparcia stanowił III/8 pal, który wraz z I/8 pal zajmował stanowiska ogniowe w rejonie Lesniewo Górne–Hmięcino Andrychy. 8 dywizjon artylerii ciężkiej rozwinął się w pobliżu folwarku Włosty.
Początkowo posuwano się bez styczności z piechotą nieprzyjacielską. Ogień artylerii niemieckiej był tak intensywny, że dymy wybuchów utrudniały widoczność. Przypuszczano też, że Niemcy strzelają amunicją gazową. Podczas natarcia dowódca pułku maszerował w pierwszej linii. W trakcie walk niektóre pododdziały pułku dotarły poza rubież wsi Pszczółki Szerszenie oraz Strzelnie wypierając nieprzyjaciela przez Sokołowo na Grudusk. W trakcie działań pułk nie zachował właściwego kierunku natarcia. Również sąsiad działał nie zawsze zgodnie z przyjętym założeniem. W rezultacie między pułkami wytworzyła się znaczna luka. W tym czasie niemiecka 1 DP wyprowadziła kontratak. Na prawe skrzydło rozwiniętych batalionów 13 pp uderzył oddział rozpoznawczy mjra Brandta. Piechota polska nie wytrzymała uderzenia i w rozproszeniu wycofała się na stanowiska wyjściowe pod Leśnictwem. Wycofanie przybrało charakter żywiołowy, a opanowanie paniki było wręcz niemożliwe. W największym porządku wycofywał się jedynie I/13 pp. O świcie 4 września dowódca 13 pp zdołał zebrać nieco ponad połowę swego rozproszonego pułku. 8 Dywizja Piechoty przestała istnieć jako zwarty związek taktyczny.
Odwrót
Miejsce koncentracji i reorganizacji zostało wyznaczone w Cybulicach na południe od Modlina. O świcie płk de Laveaux zdołał zgromadzić w rejonie Regimina I batalion 13 pp, batalion saperów, kilka baterii z 8 pal oraz dywizyjną kompanię kolarzy. Pozostałe oddziały 13 pp zebrane przez płk. Alojzego Nowaka między Leśniewem a Zeńbokiem dotarły do Regimina około 10:00. Stąd maszerowano różnymi, często oddalonymi od siebie drogami w kierunku Modlina. Po drodze pododdziały atakowane były przez nieprzyjacielskie lotnictwo. Część z nich rozproszyła się i grupami przedzierały się do Płońska, gdzie skierowano je dalej na Płock. Inna część atakowana był przez piechotę oraz wozy pancerne oddziału rozpoznawczego dywizji gen. Kempfa. W Regiminie pozostawiono straż tylną – 3 kompanię 13 pp, mającą bronić doraźnie zorganizowanej pozycji. Po wykonaniu zadania, kompania dołączyła do batalionu. Pierwsze pododdziały 13 pp osiągnęły Modlin nocą 6/7 IX. Następnej nocy przybyła ta część 13 pp, która wycofywała się na Płock. Około 8 września odtworzono 8 DP. Straty okazały się minimalne, a najliczniejszą jednostką okazał się 13 pp. Batalion marszowy 13 pp do pułku nie dołączył. Zajął stanowiska obronne w rejonie Przasnysza.
Walki w obronie twierdzy Modlin
5 września dowództwo Modlina objął dowódca 5 DP gen. bryg. Juliusz Zulauf. Podporządkował podporządkował on sobie wszystkie oddziały 8 DP i postawił im zadanie obrony przedmieścia od Zakroczymia do Pomiechówka. Pododcinek „Zakroczym” z I fortem broniły dwa baony 32 pp pod dowództwem zastępcy dowódcy 13 pp ppłk. Mariana Markiewicza. 13 pp pozostawiono w rejonie Kazunia. 8 września przeszedł do rejonu Gniewkowice Stare w celu reorganizacji i dozorowania brzeg południowego Wisły od Zakroczymia do Czerwińska, oraz odcinka na południowy zachód od Modlina, na północnym skraju Puszczy Kampinoskiej. II batalion został skierowany do ubezpieczania składnicy amunicji w Palmirach. W lokalnych walkach, w okresie 8 – 11 września, pułk stracił 12 zabitych i 30 rannych.
Dla obrony Modlina i Warszawy duże znaczenie miała bitwa nad Bzurą. Przebijające się do Warszawy oddziału Armii „Poznań” potrzebowały taktycznego wsparcia. Do wykonania zadania polegającego na wiązaniu przeciwnika od wschodu wyznaczono 8 Dywizję Piechoty. Nocą z 10 na 11 września maszerująca dywizja miała do świtu osiągnąć południową linię lasów w rejonie Lipkowa i dokonać demonstracji w kierunku Błonie i zaatakować Sochaczew. O świcie dywizja do dowódcy 8 DP przybył gen. Thommee, żądając współdziałania z 2 Dywizją Piechoty w przebijaniu się do Modlina. Płk Furgalski podporządkował się i zaniechał dalszego samodzielnego działania w kierunku Sochaczewa.
Około 13:00 oddziały zaczęły przechodzić do natarcia z rejonu wyjściowego na wschód od Zaborówka wzdłuż szosy Leszno—Zaborów—Babice. 13 pułk piechoty z 3/8 pal bez 9 ba i z 8 dac stanowił lewe skrzydło zgrupowania uderzeniowego. Nacierał na Zaborówek, Zaborów, Borzęcin Duży. Zajmowanie podstaw wyjściowych odbywało się pod ogniem artylerii niemieckiej. Nacierające pododdziały z marszu rozbiły broniące się jednostki nieprzyjaciela i opanowały Borzęcin Duży i Mały. Wówczas w styk 13 i 32 pp uderzył niemiecki batalion pancerny. Pojawienie się czołgów wywołało chwilowe zamieszanie. Wkrótce jednak celnym ogniem artylerii lekkiej i działek przeciwpancernych zniszczono 13 czołgów i kontratak przeciwnika załamał się. W tej sytuacji pzmot SS „Leibstandarte Adolf Hitler” przegrupował czołowe oddziały w głąb obrony.
Wieczorem 12 września 8 DP ponownie zajęła Borzęcin Duży i Mały i utraciła styczność ogniową z nieprzyjacielem. 13 pp stracił 40 zabitych i 100 rannych.
Około północy dowództwo dywizji otrzymało rozkaz natychmiastowego powrotu do Modlina. O świcie 13 września rozpoczęto przegrupowanie w kierunku twierdzy, by w godzinach przedpołudniowych ześrodkować się w lesie Palmiry. Stąd dywizja rozwinęła się do walki w rejonie lasów Jabłonna i dokonała przeciwuderzenia na niemiecką 32 DP w kierunku na Dębe. Wobec braku środków przeprawowych wieczorem dywizja pomaszerowała z Palmir do Nowego Dworu, który czołowymi oddziałami osiągnęła o świcie 14 września. W tym czasie rozciągnięta kolumna głównych sił dochodziła dopiero do mostu na Wiśle.
13 września dowództwo obrony twierdzy przejął gen. bryg. Wiktor Thommee. O 23:00 wydał rozkaz do obrony w którym odcinek D: „Kazuń”, „Nowy Dwór” powierzył 8 DP. 13 pp przeszedł do obrony odcinka „Kazuń” z przednim skrajem obrony na rubieży: fort VIII, południowy skraj lasu na północ od Cybulic Małych, Bielany – fort VII, lasek wzgórze 75,6 dalej wzgórze 81 na południe od Dębiny i Czosnowa aż do Wisły. Jego pododdziały obsadziły odcinek od szosy Czosów od fortu VII. Pozostałą część odcinka dozorowano.
14 września żołnierze rozpoczęli rozbudowę inżynieryjną pozycji obronnych. Prace jednak przerwano, a pułk przeszedł do drugiego rzutu dywizji w rejonie Nowodworzanki i na zachód od Nowołęcznej. Jedna kompania 13 pp została włączona do oddziału ppłk. Jana Topczewskiego, którego zadaniem było zorganizowanie obrony składnicy amunicji w Palmirach.
18 września po przygotowaniu ogniowym rozpoczęło się natarcie piechoty niemieckiej na pozycje 32 pp. Jednocześnie już w ciągu nocy nieprzyjaciel przeprawił drobne oddziały przez Wisłę ze Skierd do Łomny, przerywając tym samym połączenie szyfrowe z Warszawą. W tej sytuacji dowódca 13 pp zdecydował wyprowadzić kontratak jednym batalionem na Łomnę. Wieczorem opanował tę miejscowość.
19 września gen. Thommee wydał rozkaz operacyjny w którym nakazał 13 pułkowi piechoty wzmocnionemu batalionem 82 pp, batalionem 2 DP Leg. oraz I/ 8 pal ponownie obsadzić i utrzymać obroną stałą odcinka „Kazuń” poprzednio określoną linią, a oddziałem wydzielonym utrzymać rejon Łomny z utrzymaniem łączności z obroną Palmir.
Licząc się ze zwiększeniem nacisku nieprzyjaciela na odcinek „Kazuń” gen. Thommee powierzył jego obronę 30 Dywizji Piechoty, podporządkowując jej broniący się tu dotychczas 13 pułk piechoty. Pułk ponownie znalazł się w II rzucie. Nakazane przesunięcia zakończono do świtu 21 września.
Wieczorem 20 września do Modlina przybył gen. Mikołaj Bołtuć, któremu powierzono obronę Palmir. Do dyspozycji otrzymał między innymi 13 pp, by przy jego pomocy zapewnił dowóz amunicji. Po zapoznaniu się z sytuacją, gen. Bołtuć doszedł do wniosku, że obrona składów jest niemożliwa. W nocy 21 na 22 września przystąpił do przegrupowania grupy „Palmiry” na Warszawę. O swoim działaniu nie poinformował gen. Thommee. Ten ostatni polecił, by 13 pp odzyskał łączność z Palmirami, utraconą w wyniku podejścia 21 września niemieckiej 2 DLek. Wieczorem 22 września w pobliżu Dębiny pododdziały uzupełniły amunicję oraz zakończyły przygotowania do natarcia. Do walki z czołgami pułk miał w kompanii przeciwpancernej 6 armat 37 mm. Artyleryjskie przygotowanie ataku zapewnić miała artyleria 30 DP. Aby ustalić dokładnie położenie sił nieprzyjaciela przed frontem natarcia, ppłk Alojzy Nowak prowadził rozpoznanie przy pomocy patroli w rejonie Cząstkowa Polskiego i Łomny. O 8:30, 23 września 13 pp przeszedł do natarcia. Czołowe pododdziały uchwyciły północny skraj Puszczy Kampinoskiej. Pułk nacierał dalej, minął Łomnę. Tu został chwilowo zatrzymany ogniem nieprzyjacielskich czołgów. Po zniszczeniu jednego czołgu przez kompanię przeciwpancerną pułku, pozostałe wycofały się w głąb Puszczy, a 13 pp kontynuował natarcie.
W tym czasie lewe skrzydło pułku zostało ostrzelane ogniem artylerii i czołgów z kierunku Łomny i z Puszczy Kampinoskiej. Dowódca 13 pp zamierzał kontynuować natarcie wzdłuż szosy. Ppłk Alojzy Nowak został trafiony serią z broni maszynowej i padł śmiertelnie ranny. Natarcie zatrzymało się. Dowodzenie przejął dowódca I batalionu mjr Gieruszczak. kontratak Niemców z kierunku puszczy został zatrzymany. Ciężko ranny został mjr Gieruszczak. Z kolei oddziały niemieckie zaatakowały z kierunku Łomny lewe skrzydło pierwszego i część drugiego rzutu pułku. Dalsze natarcie w kierunku Palmir było już niemożliwe, a 13 pp wycofał się przez Czosnów na odcinek obrony „Kazuń”.
Pułk poniósł poważne straty. Zginął dowódca ppłk Alojzy Nowak, zdziesiątkowany został II batalion, wszyscy dowódcy baonów i dziewięciu dowódców kompanii odnieśli rany. Aż do kapitulacji Modlina 13 pp pozostawał w odwodzie.
Modlin skapitulował 29 września 1939. Zgodnie z warunkami kapitulacji szeregowych zwolniono, oficerowie zaś zostali przewiezieni do obozu w Działdowie z prawem zachowania własności prywatnej i szabli. W trzeciej dekadzie października zwolniono oficerów. Po upływie 3 tygodni aresztowano ich i wysłano do oflagów w Niemczech.
W uznaniu zasług i za wykazane męstwo i ofiarność nadano żołnierzom 13 pułku piechoty 1 Order Virituti Militari IV klasy i 8 Krzyży Walecznych. Ponadto kpt. Antoni Sochaczewski otrzymał Virtuti Militari V kl. w szpitalu.
| Struktura organizacyjna i obsada personalna we wrześniu 1939 | Struktura organizacyjna i obsada personalna we wrześniu 1939 |
| Stanowisko                                                   | Stopień, imię i nazwisko                                     |
| Dowództwo                                                    | Dowództwo                                                    |
| ------------------------------------------------------------ | ------------------------------------------------------------ |
| dowódca pułku                                                | ppłk Alojzy Nowak († 24 IX 1939)                             |
| dowódca pułku                                                | ppłk Marian Markiewicz (od 27 IX)                            |
| I adiutant                                                   | kpt. Adam Gdulewicz († 24 IX w Łomnej)                       |
| II adiutant                                                  | por. Józef Rytel                                             |
| kwatermistrz                                                 | kpt. Aleksander Pawłowski                                    |
| oficer informacyjny                                          | ppor. rez. Tadeusz Bogusławski                               |
| oficer łączności                                             | kpt. Józef Ślusarczyk                                        |
| oficer łączności                                             | kpt. Stefan Grochowski                                       |
| płatnik                                                      | ppor. Czesław Mrożek Osiecki                                 |
| naczelny lekarz                                              | kpt. lek. Bronisław Pawłowski                                |
| kapelan                                                      | kpl. rez. ks. Stefan Zielonka                                |
| kapelmistrz                                                  | kpt. Michał Urbański                                         |
| szef kancelarii pułkowej                                     | st. sierż. Witold Kobiałka                                   |
| I batalion                                                   |                                                              |
| dowódca I batalionu                                          | mjr Wiktoryn Gieruszczak                                     |
| dowódca I batalionu                                          | mjr Jan Kazimierz Mazur (od 24 IX)                           |
| adiutant                                                     | por. Wiesław Studziński                                      |
| dowódca 1 kompanii strzeleckiej                              | por. Józef Kolankiewicz                                      |
| dowódca 2 kompanii strzeleckiej                              | por. Zygmunt Pietrzak                                        |
| dowódca 3 kompanii strzeleckiej                              | kpt. Antoni Falba                                            |
| dowódca 1 kompanii ckm                                       | por. Julian Wilhelm Eilmes                                   |
| II batalion                                                  |                                                              |
| dowódca II batalionu                                         | mjr Stefan Górski                                            |
| adiutant                                                     | ?                                                            |
| dowódca 4 kompanii strzeleckiej                              | ppor. Mirosław Rudnicki                                      |
| dowódca 5 kompanii strzeleckiej                              | ?                                                            |
| dowódca 6 kompanii strzeleckiej                              | kpt. Antoni Sochaczewski                                     |
| dowódca 2 kompanii ckm                                       | kpt. Stefan Lüdtke                                           |
| III batalion                                                 |                                                              |
| dowódca III batalionu                                        | mjr Józef Tomasz Kwapiński (do 17 IX)                        |
| dowódca III batalionu                                        | kpt. Aleksander Rytlewski (od 18 IX)                         |
| adiutant                                                     | ppor. rez. Zdzisław Tadeusz Syk                              |
| oficer łączności                                             | ppor. rez. Klemens Bonisławski                               |
| dowódca 7 kompanii strzeleckiej                              | kpt. Aleksander Rytlewski (do 18 IX)                         |
| dowódca 7 kompanii strzeleckiej                              | por. Bronisław Petrych (od 17 IXj)                           |
| dowódca 8 kompanii strzeleckiej                              | por. Czesław Milewski                                        |
| dowódca 9 kompanii strzeleckiej                              | por. Bronisław Petrych (do 17 IX)                            |
| dowódca 3 kompanii ckm:                                      | por. Mieczysław Caban (do 17 IX)                             |
| dowódca 3 kompanii ckm:                                      | por. Klemens Rudnicki (od 17 IX)                             |
| dowódca plutonu młodzieży                                    | por. rez. Cudny                                              |
| Pododdziały specjalne                                        |                                                              |
| dowódca kompanii zwiadu                                      | ppor. Zygmunt Konopka                                        |
| dowódca plutonu kolarzy                                      | ppor. rez. Stanisław Kosiński                                |
| dowódca kompanii ppanc.                                      | por. Ludwik Almert                                           |
| dowódca plutonu artylerii                                    | por. Roman Heinsch                                           |
| dowódca plutonu pionierów                                    | por. Czesław Benick:                                         |
| dowódca plutonu p. gaz.                                      | por. Wiesław Studziński                                      |
| dowódca IV batalionu (marszowego)                            | kpt. Wachtan Abaszydze??                                     |
|                                                              | ppor. rez. Władysław Kocot                                   |

## Symbole pułkowe
Sztandar

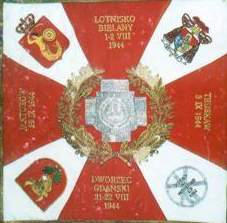
Sztandar 13 pułku piechoty Armii Krajowej

Po rozbrojeniu Austriaków i szybkim opanowaniu miasta 31 października 1918 roku o 12:00 nastąpiło uroczyste przejęcie warty głównej na rynku krakowskim, przez oficerów 8 pułku piechoty por. Jana Gawrona i ppor. Wilhelma Steca. Wówczas Towarzystwo „Gwiazda”, na znak podporządkowania się władzom wojskowym, wręczyło pierwszej warcie polskiej swój sztandar. Sztandar „Gwiazdy” przedstawiał wizerunek Matki Boskiej Częstochowskiej i orła białego w koronie. Był oficjalnym sztandarem pułku do 1923 roku. W 1928 roku płk Florian Szymkal w piśmie skierowanym do prezesa „Związku Uczestników Oswobodzenia Krakowa” wyraził zgodę na zdeponowanie sztandaru w muzeum krakowskim. Sztandar ten znajduje się w Muzeum Historycznym Miasta Krakowa.
25 października 1923 roku Prezydent RP zatwierdził chorągiew 13 pułku piechoty. 3 listopada 1923 roku w Pułtusku Prezydent RP Stanisław Wojciechowski, w ramach obchodów święta pułkowego, wręczył chorągiew ufundowaną przez społeczeństwo powiatów pułtuskiego i makowskiego. Tego samego dnia odsłonięto na terenie koszar pomnik poświęcony pamięci poległych żołnierzy pułku. Poświęcenia sztandaru i pomnika dokonał biskup polowy Stanisław Gall. Na sztandarze umieszczono herby Krakowa, Pułtuska i Makowa. Faktycznie są to herby Pułtuska i Mazowsza. Sztandar uznaje się za zaginiony. Kopia sztandaru znajdowała się w posiadaniu żony ppłk. Jana Zientarskiego, który otrzymał ją w darze od podoficerów 13 pp w chwili przekazywania dowództwa w 1935 roku.
Odznaka pamiątkowa
2 października 1928 roku kierownik Ministerstwa Spraw Wojskowych generał dywizji Daniel Konarzewski zatwierdził wzór i regulamin odznaki pamiątkowej 13 pułku piechoty. Odznaka o wymiarach 41x41 mm ma kształt krzyża kawalerskiego. Ramiona pokryte są granatową emalią z żółtą obwódką i złotymi krawędziami zakończonymi kulkami. Przestrzeń między ramionami wypełniają płomienie. Na krzyż nałożony jest srebrny orzeł państwowy wz. 1927 z granatową tarczą na piersi, na której wpisano numer i inicjały „13 PP”. Odznaka trzyczęściowa – oficerska, wykonana w srebrze z orłem z alpaki, emaliowana, na rewersie próba srebra i imiennik grawera „JK” – Jan Knedler z Warszawy. Odznaki szeregowców były bez złoceń i nie emaliowane. Do 1939 roku wręczono około 4700 odznak.
Święto pułkowe
Święto pułkowe pułk obchodził w dniu 31 października, „w rocznicę powstania swych pierwszych oddziałów”

## „Rysie”
Dowódcy pułku 
- kpt. Antoni Stawarz (8 – 12 XI 1918)
- ppłk piech. Bolesław Kraupa (12 XI 1918 – 24 II 1920 → dowódca XVI BP)
- ppłk Karol Krauss (25 II – 14 VI 1920)
- por. / kpt. Jan Rój (15 VI-9 VII, 21-28 VII i 19 IX – 8 X 1920)
- płk Krukowski (10-20 VII 1920)
- płk Emil Prochaska (29 VII – 28 VIII 1920)
- kpt. Jan Rudolf Gabryś (29 VIII – 18 IX 1920)
- ppłk Czesław Młot-Fijałkowski (9 X 1920 – 16 IX 1926)
- płk Florian Smykal (17 IX 1926 – 8 XI 1929)
- ppłk piech. Jan Zientarski (9 XI 1929 – 13 XI 1935)
- ppłk / płk piech. Józef Kobyłecki (14 XI 1935 – 17 XI 1938 → zastępca szefa Gabinetu Wojskowego Prezydenta RP)
- ppłk Alojzy Nowak 18 XI 1938 – †24 IX 1939 pod Łomną
- mjr piech. Wiktoryn Gieruszczak (24 IX 1939 ciężko ranny pod Łomną)
- ppłk piech. Marian Adam Markiewicz (25-29 IX 1939)

Zastępcy dowódcy pułku (od 1938 – I zastępca dowódcy)
- ppłk piech. Józef III Sokołowski (od 10 VII 1922[61] – 1924[62])
- ppłk piech. Julian Olszycki (22 V 1925[63] – 5 V 1927 → komendant miasta Modlin[64])
- ppłk piech. Jan Rój (5 V 1927[65] – 23 III 1932 → praktyka poborowa w PKU Nowogródek[66])
- ppłk dypl. Antoni Staich (23 III 1932[67] – VI 1933 → dowódca 12 pp[68]
- ppłk piech. Marian Adam Markiewicz (do IX 1939)

### Żołnierze 13 pułku piechoty – ofiary zbrodni katyńskiej
Biogramy ofiar zbrodni katyńskiej znajdują się między innymi w bazach udostępnionych przez Ministerstwo Kultury i Dziedzictwa Narodowego oraz Muzeum Katyńskie.
| Nazwisko i imię      | stopień         | zawód              | miejsce pracy przed mobilizacją                   | zamordowany |
| -------------------- | --------------- | ------------------ | ------------------------------------------------- | ----------- |
| Borowiec Lucjan      | ppor. rez.      | nauczyciel         | szkoła nr 3 w Pułtusku                            | Katyń       |
| Giżycki Tadeusz      | ppor. rez.      | inżynier           |                                                   | Katyń       |
| Kaczan Walerian      | ppor. rez.      | nauczyciel         | Szkoła w Zahorowie                                | Katyń       |
| Przychodzki Marian   | ppor. rez.      | nauczyciel         |                                                   | Katyń       |
| Żbikowski Stefan     | por. rez.       | nauczyciel         | szkoła w Nasielsku                                | Katyń       |
| Cieślikowski Juliusz | por. rez.       | urzędnik           | Wedel SA w Warszawie                              | Charków     |
| Jabłoński Witold     | kpr.pchor. rez. | nauczyciel         |                                                   | Charków     |
| Jagiełło Stanisław   | ppor. rez.      |                    |                                                   | Charków     |
| Pietrzak Zygmunt     | kapitan         | żołnierz zawodowy  | (III) I oficer sztabu 29 DP; (IX) dowódca 2/13 pp | Charków     |
| Pluciński Aleksander | ppor. rez.      | inżynier architekt | Biuro Projektów m. Poznania                       | Charków     |
| Sebyła Władysław     | ppor. rez.      | dziennikarz, mgr   | red. „Kwadrygi”                                   | Charków     |
| Ślesicki Antoni      | ppor. rez.      | prawnik            | praktyka w Warszawie                              | Charków     |
| Tews Jan Henryk      | ppor. rez.      | ekonomista         |                                                   | Charków     |

## Upamiętnienie pułku
- Decyzją Ministra Obrony Narodowej 49/MON z 23 lipca 1993 13 pułk zmechanizowany z Kożuchowa przyjął między innymi tradycje bojowe 13 pułku piechoty z lat 1918–1939
- Na budynkach koszar w Pułtusku, oraz w Muzeum Ziemi Zawkrzeńskiej w Mławie znajdują się tablice pamiątkowe poświęcone żołnierzom 13 pułku piechoty[52].